# شرمنبری
شرمنبری (به انگلیسی: Shermanbury) یک روستا و محله مدنی در بریتانیا است که در Horsham District واقع شده‌است. شرمنبری ۷٫۷۵ کیلومتر مربع مساحت و ۴۵۴ نفر جمعیت دارد.